# Hollanders River
Der Hollanders River ist ein Fluss im Osten des australischen Bundesstaates New South Wales. 

## Verlauf
Er entspringt südwestlich von Jenolan Caves im äußersten Westen des Kanangra-Boyd-Nationalparks und fließt an dessen Westgrenze nach Süden bis zur Kleinstadt Tuglow. Er folgt damit auch dem Kamm der Great Dividing Range an seiner Ostseite.
In Tuglow vereinigt er sich mit dem Tuglow River und bildet so den Kowmung River. Lediglich in Tuglow, wo sich sehenswerte Kalksteinhöhlen befinden, überquert eine nicht befestigte Straße den Fluss.